# Pomy (Vaud)
Pomy es una comuna suiza del cantón de Vaud, situada en el distrito de Jura-Nord vaudois. Limita al oeste y noroeste con la comuna de Yverdon-les-Bains, al noreste con Cuarny, al sureste con Cronay, al sur con Ursins, y al suroeste con Valeyres-sous-Ursins.
La comuna formó parte hasta el 31 de diciembre de 2007 del distrito de Yverdon, círculo de Belmont-sur-Yverdon.

## Referencias

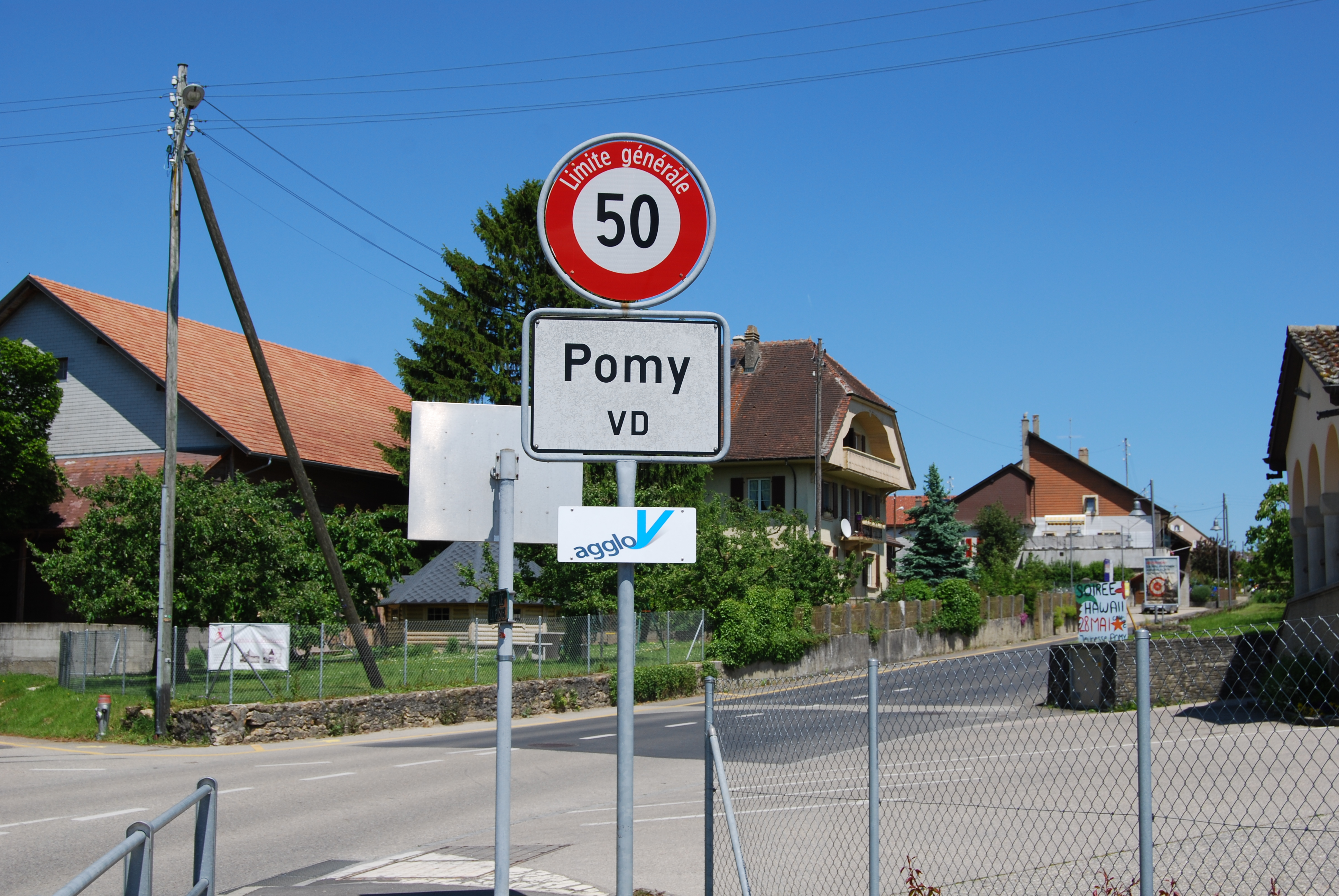
Pomy